# Nasal bilabial sorda
La nasal bilabial sorda és un tipus de so consonàntic, usat en algunes llengües parlades. El símbol en l'alfabet fonètic internacional que representa aquest so és ⟨m̥⟩, una combinació de la lletra per a la nasal bilabial sonora i un diacrític que indica la falta de veu. El símbol X-SAMPA equivalent és m_0.

## Exemples
| Llengua                   | Llengua                   | Paraula   | AFI          | Significat      | Notes                                                               |
| ------------------------- | ------------------------- | --------- | ------------ | --------------- | ------------------------------------------------------------------- |
| Birmà                     | Birmà                     | မှာ         | [m̥à]         | 'avís'          |                                                                     |
| Yupik de l'Alaska central | Yupik de l'Alaska central | pisteḿun  | [ˈpistəm̥un]  | 'al servent'    |                                                                     |
| Anglès                    | Anglès                    | m-hm      | [mm̥m]        | 'sí'; 'Jo veig' | S'utilitza per indicar que cal prestar atenció durant una conversa. |
| Estonià                   | Estonià                   | lehm      | [ˈle̞hm̥]      | 'vaca'          |                                                                     |
| Francès                   | Francès                   | prisme    | [pχis̪m̥]      | 'prisma'        | Al·lòfon de /m/.                                                    |
| Hmong                     | Hmong                     | Hmoob     | [m̥ɔ̃ŋ]        | 'Hmong'         |                                                                     |
| Islandès                  | Islandès                  | hampur    | [ˈham̥pʏr]    | 'cànem'         |                                                                     |
| Mazatec de Jalapa         | Mazatec de Jalapa         | [m̥a]      | [m̥a]         | 'negre'         |                                                                     |
| Sami kildin               | Sami kildin               | лēӎӎьк    | [lʲeːm̥ʲːk]   | 'corretja'      |                                                                     |
| Muskogi                   | Muskogi                   | camhcá:ka | [t͡ʃǝm̥t͡ʃɑːɡǝ] | 'campana'       |                                                                     |
| Ucraïnès                  | Ucraïnès                  | ритм      | [rɨt̪m̥]       | 'ritme'         | Al·lòfon de /m/ al final del mot després de consonants sordes       |
| Gal·lès                   | Gal·lès                   | fy mhen   | [və m̥ɛn]     | 'el meu cap'    |                                                                     |